# 艾波卡特
，是一座位于美國佛羅里達州 布埃納文圖拉湖华特迪士尼世界度假区里的迪士尼主題公園，它是該度假區內的第二座主題公園，艾波卡特在1982年10月1日開啟，當時叫做EPCOT Center，艾波卡特是全世界第二大的迪士尼主題樂園，其面積大小為121.4公頃，前一名是迪士尼動物王國。它的設計中處處使用完美對稱法、不偏不倚，從衛星地圖看也是完美的上北下南形制，另外此迪士尼主題樂園是唯一擴建后不會改變其原有形狀的迪士尼主題樂園。
艾波卡特的英文—EPCOT，是根據Experimental Prototype Community of Tomorrow（未來社區的實驗原型）的縮寫，所以根據此主題、園區內在2019年底前分為兩個部分：一個切合未來的主題園區，內容基本和生態環保、太空航天有關，和迪士尼樂園中的明日世界概念相近，不同的是艾波卡特的娛樂性更少但教育性更強，而且因為是1980年代建造的“未來園區”，所以以現在的眼光來看非但不未來、裡面的很多科技介紹和遊樂設施還有點老舊了；另外一個是表達“世界一家、實驗性的國際社區”的概念、把地球各國文化整合的園區，內涵地球11個國家的建築、商店、傳統工藝品和餐廳（美國、日本、中國、加拿大、墨西哥、英國、法國、德國、意大利、摩洛哥、挪威），在裡面相當於小型的世界萬博會。
2019年底，迪士尼對Epcot的重新規劃中宣佈原有的未來世界園區將被分拆成三個新區域：慶典世界、發現世界和自然世界，2021年10月1日，Epcot的主題區域正式從2個增加至4個。

## 區域
EPCOT分為四個主題區域：慶典世界、發現世界、自然世界和展覽世界。展覽世界通常在公園開放後兩小時開放，但開放時間晚於公園的其餘三個園區部分。大多數慶典世界、發現世界和自然世界的遊樂設施一直開放直到公園關閉。第二個入口位於世界展示的法國展示區和英國展示區中間，命名為國際門戶，可以搭乘迪士尼纜車或渡船到濱海步道區再步行前往EPCOT和迪士尼好萊塢夢工廠。

### 慶典世界
為公園的主要入口，提倡連接彼此和周圍世界的新體驗。

### 發現世界
以太空、科學、技術和星際冒險的故事爲中心的園區。

#### 太空任務
太空任務（Mission: SPACE）是艾波卡特內的一個遊戲。迪士尼斥資一億美元興建，它在2003年10月時推出，可以讓人感受太空無重力的狀況，逼真程度，連太空人都覺得驚奇。它不但創下最貴造價的紀錄，而且也因為遊戲模擬太空無重力的情境太過逼真，讓遊客很容易出現嘔吐問題，使得園方必須提供嘔吐袋，這也成為主題樂園的創舉。迪士尼未來世界在啟用當天也宣布，將與惠普展開為期十年的策略合作。惠普執行長菲奧莉娜說：「能夠提供科技技術，讓迪士尼設施更加吸引人，惠普公司感到十分自豪。」
2006年5月19日，在「太空任務」連續一年內發生兩次致命事故後，迪士尼宣佈為該設備增加新的版本並稱為「綠色小隊」（2017年後改稱「地球任務」）。新版本減輕了模擬太空零重力的副作用以使無法接受在零重力狀態下承受高壓力的遊客。而原版則也保留了下來並稱為」紅色小隊「（2017年後改稱「火星任務」）。

#### 汽車模擬賽
汽車模擬賽（Test Track）是艾波卡特內的一個汽車乘坐遊戲，可以設計自己的賽車。

### 自然世界
理解大自然的美和保護大自然的重要性的園區。

#### 尼莫與朋友的海洋之旅
一個緩慢的室內遊樂設施，帶領遊客以《海底總動員》的情節穿越水族館。

### 展覽世界
由東側開始順時針依序為墨西哥、挪威、中國、德國、義大利、美國、日本、摩洛哥、法國、英國、加拿大。
每个展区设有各个国家的风土人情、自然风光、及特色购物餐厅。各个国家展区的职工均为所代表国家公民，通过迪士尼的迪士尼文化大使项目申请美国Q-1签证在园区工作。

### 冰雪奇緣永恆之旅
由於電影冰雪奇緣大受歡迎，在2016年，艾波卡特增設《冰雪奇緣永恆之旅》（Frozen Ever After）遊船設施，遊客坐在遊覽船上可近距離接觸冰雪女王艾莎、安娜等電影角色，暢遊艾倫戴爾王國，親歷部份重要場景，最後欣賞艾莎在冰雪城堡陽台高歌一曲《冰心鎖》。《冰雪奇緣永恆之旅》設於挪威館內，取代有二十七年歷史的遊船設施「大漩渦」。

## 意外事故
在2005年6月15日，一名四歲男童周一玩完機動遊戲「太空任務」後昏倒，送院後最终因心脏骤停而不治。迪士尼事後已關閉該款機動遊戲，並會向死者家屬提供援助。
在2006年4月14日，一名49岁的女子玩完「太空任務」後不適，翌日因高血压而不治，是一年內第二個玩完「太空任務」喪命的個案。事发后，當局下令關閉「太空任務」進行檢查并进行整改。
在2019年7月9日，一名34岁的男子玩完「太空任務」後感到不適，所幸并无大碍。

## 遊客數
| 2011       | 2012       | 2013       | 2014       | 2015       | 2016       | 2017       | 2018       | 2019       | 世界排名 |
| ---------- | ---------- | ---------- | ---------- | ---------- | ---------- | ---------- | ---------- | ---------- | -------- |
| 10,826,000 | 11,063,000 | 11,229,000 | 11,454,000 | 11,798,000 | 11,712,000 | 12,200,000 | 12,444,000 | 12,444,000 | 7        |

## 外部連結
- 官方网站